# Mayumi Tanaka
Mayumi Tanaka (田中 真弓?, Tanaka Mayumi; Tokyo, 15 gennaio 1955) è un'attrice e doppiatrice giapponese.
Il suo vero nome è Mayumi Abe (阿部 真弓?, Abe Mayumi) ed è famosa principalmente per aver dato la voce a Monkey D. Rufy in One Piece e Crilin nelle serie di Dragon Ball. Lavora per l'Aoni Production.

## Ruoli interpretati

### Anime
- Bonobono (Shō Nee-chan)
- Kindaichi shōnen no jikenbo (March)
- Chou Mashin Eiyuuden Wataru (Ikusabe Wataru, Homurabe Wataru)
- Luckyman (Tottemo Luckyman!!)
- Chūka Ichiban! (Mao)
- Cooking Papa (Osama)
- DanDaDan (Turbo-Nonna)
- Dash Kappei (Kappei)
- Dokidoki! Pretty Cure (Ira)
- Dragon Ball (Crilin, Yajirobei)
- Dragon Ball Z (Crilin, Yajirobei, Uranai Baba (ep. 190+), Snow)
- Dragon Ball GT (Crilin, Shusugoro)
- Dragon Ball Kai (Crilin, Yajirobei, Uranai Baba, Snow)
- Dragon Ball Super (Crilin, Yajirobei, Uranai Baba)
- Dragon Ball Daima (Crilin)
- Gaiking - Legend of Daiku-Maryu (Daiya Tsuwabuki)
- Kekkaishi (Tokiko Yukimura, Shishio giovane)
- Kimba, il leone bianco (Keruru)
- Nintama Rantarō (Kirimaru)

- Lamù (Ryuunosuke Fujinami)
- Mashin Eiyūden Wataru (Ikusabe Wataru)
- Mashin Eiyuuden Wataru 2 (Ikusabe Wataru)
- One Piece (Monkey D. Rufy, Odr)
- Osomatsu-kun (serie del 1988) (Chibita)
- Pāman (Ichiro)
- Parappa the Rapper (Sister Gon)
- Pokémon (Jynx)
- Kenshin samurai vagabondo (Tsukayama Yūtarō)
- Sailor Moon SuperS (Robert)
- Sakura Taisen (Kirishima Kanna)
- Towairaito Jemini no Himitsu (Neo Nachirida)
- Yakitate!! Japan (Umino Kashiwo, Motohashi Yuuko)
- Yu degli spettri (Koenma)

### OAV
- Osomatsu-kun (Chibita)
- TwinBee (Twinbee)

- Violence Jack: Harlem Bomber (Sabu)
- 3x3 occhi (Mei Shin)

### Film
- Bonobono (Shō Nee-chan)
- Film di Dragon Ball (Crilin)
- Ginga Tetsudō no Yoru (Giovanni)

- Laputa - Castello nel cielo (Pazu)
- Lupin III - Bye Bye Liberty: Scoppia la crisi! (Michael)
- Film di One Piece (Monkey D. Rufy)
- Transformers: the Animated Movie (Daniel)

### Videogiochi
- Battle Stadium D.O.N (Monkey D. Rufy)
- Videogiochi di Dragon Ball (Crilin)
- Granblue Fantasy (Monkey D. Rufy)
- J-Stars Victory Vs+ (Monkey D. Rufy, Luckyman)
- Jump Force (Monkey D. Rufy)
- Mega Man Legends (MegaMan Volnutt)
- Mega Man Legends 2 (MegaMan Volnutt)
- Namco X Capcom (Zouna, MegaMan Volnutt)
- Videogiochi di One Piece (Monkey D. Rufy)
- Super Robot Wars X (Wataru Ikusabe)
- Tatsunoko vs. Capcom: Cross Generation of Heroes (MegaMan Volnutt)

## Ruoli doppiati
- Babe - Maialino coraggioso (Babe)
- Babe va in città (Babe)

- Gli amici di papà (Rusty)
- Terminator 2 - Il giorno del giudizio (John Connor)